# Nabil Aberdin
Nabil Aberdin (París, 23 de agosto de 2002) es un futbolista francés que juega en la demarcación de defensa en el P. F. C. Sochi de la Liga Premier de Rusia.

## Trayectoria
Tras empezar su carrera futbolística en el Paracuellos MX, C. F. Rayo Majadahonda y Unionistas de Salamanca C. F., finalmente en 2023 recaló en las filas inferiores del Getafe C. F. "B". Debutó con el segundo equipo el 3 de septiembre de 2023 contra el C. D. Badajoz, encuentro que finalizó con empate a cero. El 18 de mayo de 2024 debutó con el primer equipo en la Primera División de España contra el Deportivo Alavés. La siguiente temporada disputó otros nueve encuentros y en febrero de 2025 fue traspasado al P. F. C. Sochi.

## Estadísticas

### Clubes
Actualizado al último partido disputado el 31 de mayo de 2025.
| Club                            | Div.          | Temporada     | Liga  | Liga  | Copas nacionales | Copas nacionales | Copas internacionales | Copas internacionales | Total | Total |
| Club                            | Div.          | Temporada     | Part. | Goles | Part.            | Goles            | Part.                 | Goles                 | Part. | Goles |
| ------------------------------- | ------------- | ------------- | ----- | ----- | ---------------- | ---------------- | --------------------- | --------------------- | ----- | ----- |
| Paracuellos MX · España         | 3.ª F         | 2021-22       | 26    | 1     | —                | —                | —                     | —                     | 26    | 1     |
| Paracuellos MX · España         | Total club    | Total club    | 26    | 1     | 0                | 0                | 0                     | 0                     | 26    | 1     |
| C. F. Rayo Majadahonda · España | 1.ª F         | 2022-23       | 4     | 0     | 0                | 0                | —                     | —                     | 4     | 0     |
| C. F. Rayo Majadahonda · España | Total club    | Total club    | 4     | 0     | 0                | 0                | 0                     | 0                     | 4     | 0     |
| Getafe C. F. "B" · España       | 2.ª F         | 2023-24       | 24    | 0     | —                | —                | —                     | —                     | 24    | 0     |
| Getafe C. F. · España           | 1.ª           | 2023-24       | 2     | 0     | —                | —                | —                     | —                     | 2     | 0     |
| Getafe C. F. · España           | 1.ª           | 2024-25       | 7     | 0     | 2                | 0                | —                     | —                     | 9     | 0     |
| Getafe C. F. · España           | Total club    | Total club    | 9     | 0     | 2                | 0                | 0                     | 0                     | 11    | 0     |
| Getafe C. F. "B" · España       | 2.ª F         | 2024-25       | 1     | 0     | —                | —                | —                     | —                     | 1     | 0     |
| Getafe C. F. "B" · España       | Total club    | Total club    | 25    | 0     | 0                | 0                | 0                     | 0                     | 25    | 0     |
| P. F. C. Sochi · Rusia          | 2.ª           | 2024-25       | 14    | 1     | —                | —                | —                     | —                     | 14    | 1     |
| P. F. C. Sochi · Rusia          | Total club    | Total club    | 14    | 1     | 0                | 0                | 0                     | 0                     | 14    | 1     |
| Total carrera                   | Total carrera | Total carrera | 78    | 2     | 2                | 0                | 0                     | 0                     | 80    | 2     |